# Picot de Núbia
El picot de Núbia (campethera nubica) és una espècie d'ocell de la família dels pícids (Picidae) que habita les sabanes d'Àfrica central i oriental, al nord del Txad i del Sudan, Somàlia, Etiòpia, Eritrea, República Democràtica del Congo, República Centreafricana, Uganda, Kenya i Tanzània.